# Gasterosteus aculeatus
Lo spinarello (Gasterosteus aculeatus) è un pesce appartenente alla famiglia Gasterosteidae.

## Habitat e distribuzione
Ha una diffusione assai vasta, che parte dai Pirenei per arrivare alle coste siberiane dell'Oceano Pacifico. In Europa è presente nei fiumi tributari del Mare del Nord, del Mar Baltico, del Mar Nero, dell'Oceano Atlantico e del Mar Mediterraneo occidentale. In alcuni mari a modesta salinità (come il Baltico ed il Mar Nero) questa specie si ritrova anche in acque marine dove assume abitudini anadrome. Predilige acque a corrente debole o debolissima, limpide e ricche di piante acquatiche.

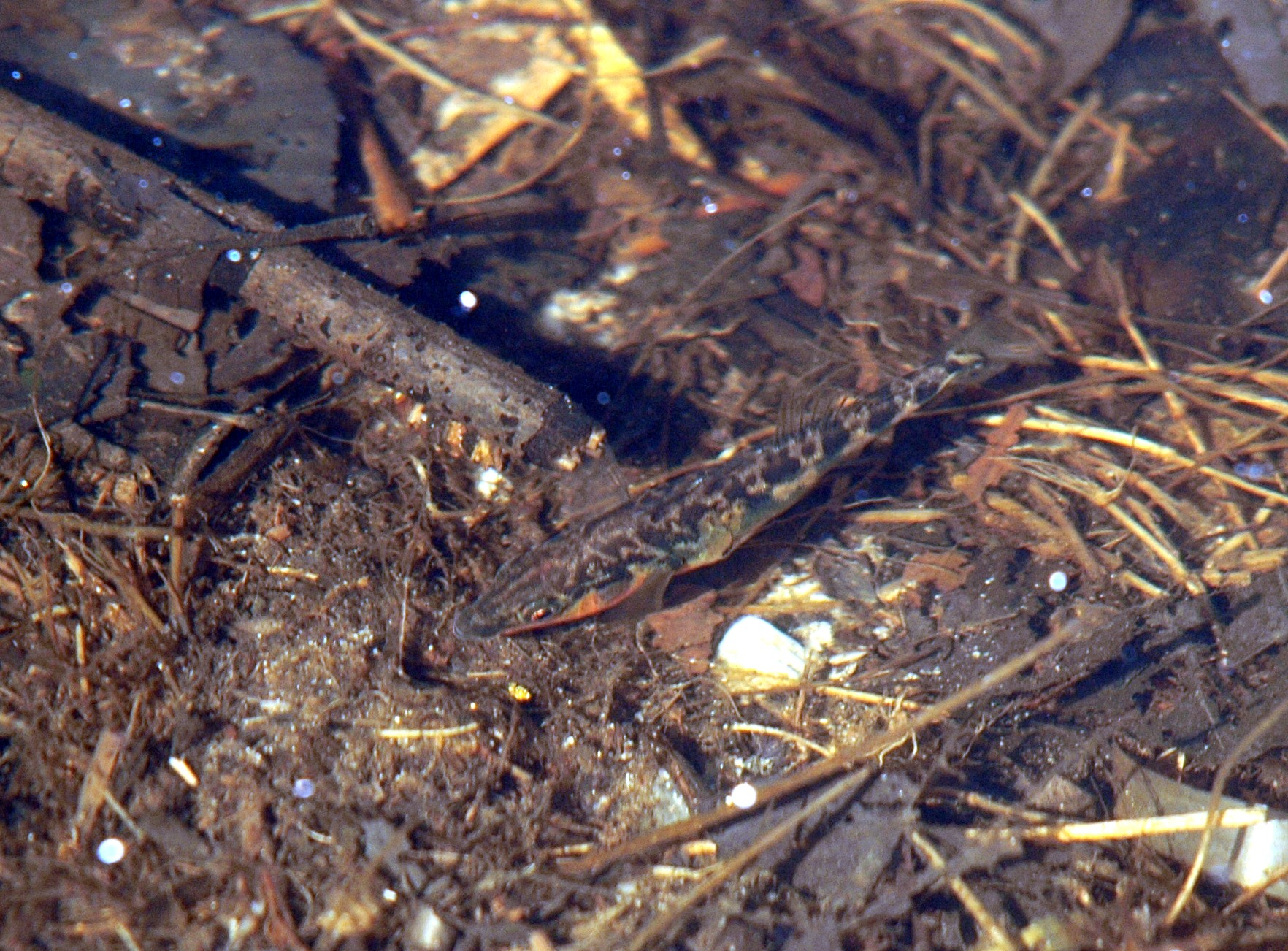

## Descrizione
Presenta capo grande con bocca terminale leggermente rivolta verso l'alto, occhi grandi, pinna caudale a forma di ventaglio con peduncolo caudale sottile, tre spine acuminate sul dorso davanti alla pinna dorsale, un'armatura dermica composta di piastre ossee sui fianchi (carattere che può anche mancare). Il colore è brunastro sul dorso ed argentato con macchioline scure sui fianchi. La livrea nuziale del maschio è caratterizzata da gola e ventre rosso fuoco e occhi azzurro vivo. Le dimensioni dipendono dal sesso; il maschio è generalmente più piccolo: di solito misura 3-4 cm contro i 6-7 cm delle femmine. 

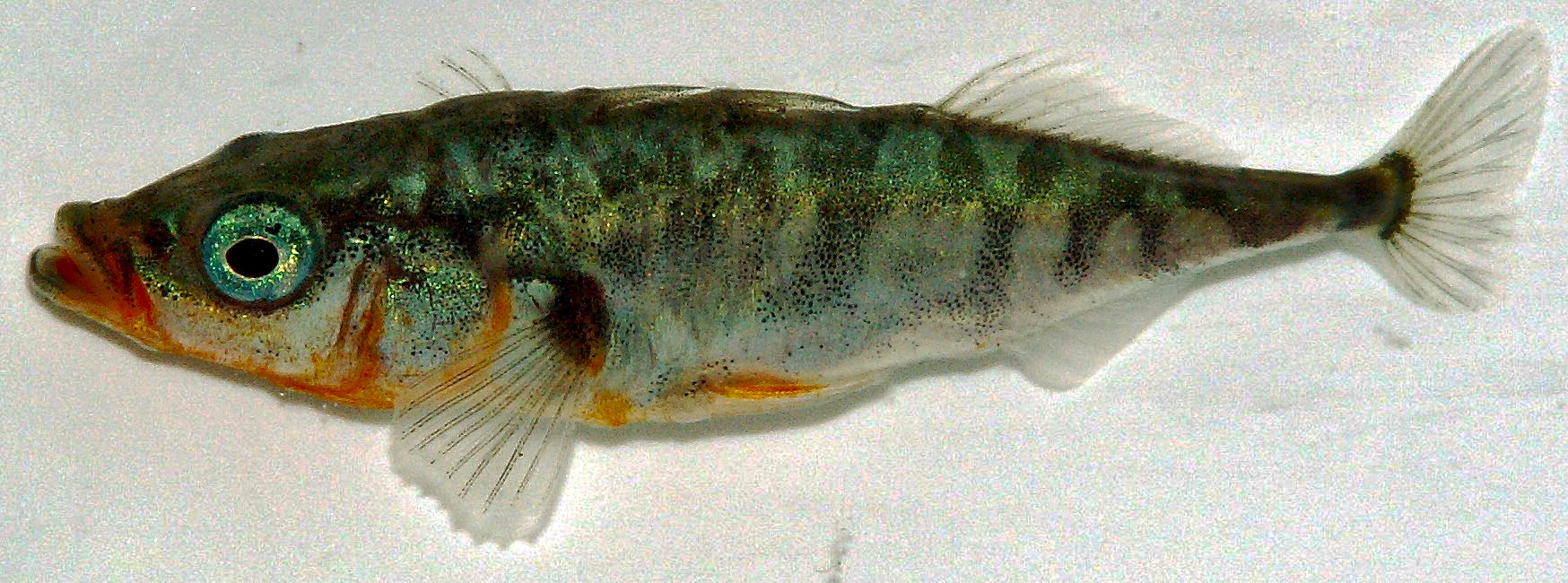

## Biologia

### Alimentazione
È prevalentemente carnivoro e si nutre soprattutto di larve di insetto, molluschi e crostacei.

### Riproduzione
Il comportamento riproduttivo di questa specie è studiato da secoli. Il maschio prepara un nido sul fondo con erbe acquatiche, invita la femmina ad entrarvi con un'apposita danza rituale e introduce ripetutamente il capo nell'apertura del nido. La femmina sceglie il compagno in base a stimoli visivi, dovuti alla livrea rossa del maschio che è agevolato se possiede un colore sgargiante; anche una taglia più grande garantisce un maggiore successo nel corteggiamento. È inoltre importante il luogo di nidificazione. Una volta che la femmina, stimolata dal maschio, ha deposto le uova, il maschio la scaccia e feconda le uova, quindi monta la guardia al nido fino alla schiusa e fino a che gli avannotti non sono pronti ad uscire, prendendosene cura per circa due settimane. Infine, va alla ricerca di nuove partner. 
I comportamenti riproduttivi sono molto complessi; per esempio, i maschi tentano di ingannare i loro simili e di fecondare le uova deposte nel nido d'altri ricorrendo a una sorta di metamorfosi che cambia il loro colore e li fa sembrare femmine. 
Esiste il cannibalismo delle femmine che si nutrono delle uova delle loro conspecifiche.

## Tassonomia
La specie è suddivisa in 3 sottospecie:
| Sottospecie                        | Descrizione    | Diffusione                                     | Aspetto   | Dimensioni |
| Gasterosteus aculeatus aculeatus   | Linnaeus, 1789 | Europa, Asia, Africa mediterranea, Nordamerica | Vedi voce |            |
| Gasterosteus aculeatus santaeannae | Regan, 1909    | USA                                            |           |            |
| Gasterosteus aculeatus williamsoni | Girard, 1854   | California meridionale                         |           |            |